# Staydom
 (mai 2023).
La mise en forme du texte ne suit pas les recommandations de Wikipédia : il faut le « wikifier ».
Les points d'amélioration suivants sont les cas les plus fréquents. Le détail des points à revoir est peut-être précisé sur la page de discussion.
- Les titres sont pré-formatés par le logiciel. Ils ne sont ni en capitales, ni en gras.
- Le texte ne doit pas être écrit en capitales (les noms de famille non plus), ni en gras, ni en italique, ni en « petit »…
- Le gras n'est utilisé que pour surligner le titre de l'article dans l'introduction, une seule fois.
- L'italique est rarement utilisé : mots en langue étrangère, titres d'œuvres, noms de bateaux, etc.
- Les citations ne sont pas en italique mais en corps de texte normal. Elles sont entourées par des guillemets français : « et ».
- Les listes à puces sont à éviter, des paragraphes rédigés étant largement préférés. Les tableaux sont à réserver à la présentation de données structurées (résultats, etc.).
- Les appels de note de bas de page (petits chiffres en exposant, introduits par l'outil «  Source ») sont à placer entre la fin de phrase et le point final[comme ça].
- Les liens internes (vers d'autres articles de Wikipédia) sont à choisir avec parcimonie. Créez des liens vers des articles approfondissant le sujet. Les termes génériques sans rapport avec le sujet sont à éviter, ainsi que les répétitions de liens vers un même terme.
- Les liens externes sont à placer uniquement dans une section « Liens externes », à la fin de l'article. Ces liens sont à choisir avec parcimonie suivant les règles définies. Si un lien sert de source à l'article, son insertion dans le texte est à faire par les notes de bas de page.
- La présentation des références doit suivre les conventions bibliographiques. Il est recommandé d'utiliser les modèles {{Ouvrage}}, {{Chapitre}}, {{Article}}, {{Lien web}} et/ou {{Bibliographie}}. Le mode d'édition visuel peut mettre en forme automatiquement les références.
- Insérer une infobox (cadre d'informations à droite) n'est pas obligatoire pour parachever la mise en page.

Pour une aide détaillée, merci de consulter Aide:Wikification.
Si vous pensez que ces points ont été résolus, vous pouvez retirer ce bandeau et améliorer la mise en forme d'un autre article.
Albums de STAYC
Star to a Young Culture
(2020) Stereotype
(2021)
Singles
1. ASAP
Sortie : 8 Avril 2021

Staydom (stylisé en majuscules) est le deuxième album single en coréen du girl group sud-coréen STAYC. Il est sorti le 8 avril 2021 par High Up Entertainment et distribué par Kakao Entertainment, soit près de cinq mois après les débuts du groupe,.

## Genèse
High Up Entertainment a annoncé le 24 mars 2021 que STAYC ferait son premier retour le 8 avril avec un deuxième single.

« The group will return with a concept highlighting the upgraded music and vibrant charms of the members »

— High Up Entertainment annonce le nouveau album du groupe
Deux teasers de l'album ont été postés sur les réseaux sociaux du groupe les 23 et 24 mars. Le premier teaser s'ouvre sur la phrase "J'espère que quelqu'un se présentera dès que possible" suivit de gros plans sur les lèvres des membres. Simultanément aux différents plans, de mystérieux messages vocaux sont jouer en audio, certains en coréen, d'autres en anglais. Le deuxième teaser transcrit différents messages vocaux à l'écran dans un style Comics. Celui-ci dévoile la date de sortie et le nom de l'album dans la dernière scène. La liste des titres de l'album a été révélée le 26 mars et " ASAP " a été annoncé comme le single de l'album. L'album contient trois chansons originales ainsi qu'un remix de leur premier single « So Bad ».
Les photos de l'album ont été publiées dans les jours suivants. Le dernier teaser du clip de "ASAP" est sorti le 7 avril. Dans ce teaser, les six membres revête des coupe coupe de cheveux au couleur vive, et dansent sur un plateau de tournage tout aussi coloré. Les paroles "I think I'm really cool" sont déclaré par Yoon face à la caméra avant que l'instrumental ne commence.

## Composition
La production de l'album est plus mignon et léger que celle de leur premier single. Le single "ASAP" a été noté comme étant considérablement « modeste » par rapport à son prédécesseur. L'instrumental de la chanson se veux "catchy" et entrainante, avec sa mélodie de sonnerie inspirée des musiques 8 bits. La chanson est à mi-chemin entre une production pop bubblegum et de la pop dance d'été.
« Love Fool » est décrit comme une chanson épuré très adapté à l'idée de voyage. Les membres du groupe chante de manière posé toute en marquant le sons par leur personnalité distincte à la chanson.
« So What » est une chanson pop pleine d'entrain usant un peu d'auto-tune.
Le dernier morceau de l'album est un remix alternatif de leur premier single « So Bad » intitulé « So Bad (Tak remix) ». C'est une chanson pop sombre avec des influences EDM et hip hop.
Black Eyed Pilseung a coproduit "ASAP" et "So What" avec Jeon Goon et a uniquement produit "Love Fool". Les crédits de production de "So Bad (Tak remix)" n'ont pas été révélés.

## Réception critique
Sofiana Ramli de NME a qualifié l'album de retour discret et dans la mouvance de la période estivale, ce qui lui permet de cocher toutes les bonnes cases. Elle a notifié comment l'album présentait les personnalités vocales des membres du groupe, nous montrant qu'elles sont toutes aussi efficace sur des morceaux pop bublegum que sur une musique dance-pop.

## Performances commerciales
L'album a fait ses débuts à la neuvième place du Gaon Album Chart, devenant ainsi le plus haut départ du groupe dans les classements et leur deuxième album consécutif dans le top dix. Le single " ASAP " a culminé à la 9ème place sur Gaon Digital Chart le 6 juin 2021.

## Liste des pistes
| 3.    | Sans titre (사랑은 원래 이렇게 아픈 건가요) |  |
| 12:56 |                                             |  |

## Classements
| Classement (2021)           | Meilleur place |
| --------------------------- | -------------- |
| Albums sud-coréens ( Gaon ) | 9              |

## Certification et ventes
| Région       | Certification | Ventes/Streams |
| ------------ | ------------- | -------------- |
| {{{région}}} |               | 85 858         |

## Historique des versions
| Région | Date         | Format                 | Label                 |
| ------ | ------------ | ---------------------- | --------------------- |
| Monde  | 8 avril 2021 | CD, digital, streaming | High Up Entertainment |